# Simulium sutebense
Simulium sutebense är en tvåvingeart som beskrevs av Takaoka 2003. Simulium sutebense ingår i släktet Simulium och familjen knott. Inga underarter finns listade i Catalogue of Life.